# جیمز دبلیو. ویدس‌وورس، جونیور
جیمز دبلیو. ویدس‌وورس، جونیور (به انگلیسی: James W. Wadsworth, Jr.) سناتور سابق عضو حزب جمهوری‌خواه ایالات متحده آمریکا بود. وی در سال ۱۹۱۵ تا ۱۹۲۷ میلادی سناتور ایالت نیویورک در سنای ایالات متحده آمریکا بود.